# SC Einheit Dresden
SC Einheit Dresden (celým názvem: Sportclub Einheit Dresden) byl východoněmecký sportovní klub, který sídlil v Drážďanech. Organizace sídlila v drážďanské městské části Mickten. Oficiální založení je datováno k 21. listopadu 1954, poté co došlo k přetransformování klubu BSG Rotation v SC Einheit. Zanikl v roce 1966 po vyčlenění fotbalové oddílu do nově založeného FSV Lokomotive Dresden. Své domácí zápasy odehrával na stadionu Sportplatz an der Pieschener Allee.
Einheit má na svém kontě jedno vítězství ve východoněmeckém fotbalovém poháru. Mimo mužský fotbalový oddíl měl sportovní klub i jiné oddíly, mj. oddíl lehké atletiky, stolního tenisu, házené, plavání, šachů, ledního hokeje a gymnastiky.

## Historické názvy
Zdroj: 
BSG Rotation
- 1945 – SG Dresden-Mickten (Sportgemeinschaft Dresden-Mickten)
- 1949 – BSG Sachsenverlag Dresden (Betriebssportgemeinschaft Sachsenverlag Dresden)
- 1950 – BSG Rotation Dresden (Betriebssportgemeinschaft Rotation Dresden)
- 1954 – zánik

SC Einheit
- 1954 – SC Einheit Dresden (Sportclub Einheit Dresden)
- 1966 – zánik

## Získané trofeje
- FDGB-Pokal ( 1× )
  - 1958

## Umístění v jednotlivých sezonách

### BSG Rotation Dresden (1945 – 1954)
Stručný přehled
Zdroj: 
- 1949–1950: Landesklasse Sachsen Ost
- 1950–1954: DDR-Oberliga

Jednotlivé ročníky
Zdroj: 
Legenda: Z - zápasy, V - výhry, R - remízy, P - porážky, VG - vstřelené góly, OG - obdržené góly, +/- - rozdíl skóre, B - body, červené podbarvení - sestup, zelené podbarvení - postup, fialové podbarvení - reorganizace, změna skupiny či soutěže
| Východní Německo (1949 – 1954) |                          |        |     |     |     |     |    |    |     |    |        |
| Sezóny                         | Liga                     | Úroveň | Z   | V   | R   | P   | VG | OG | +/- | B  | Pozice |
| 1949/50                        | Landesklasse Sachsen Ost | 2      | ... | ... | ... | ... | 29 | 11 | +18 | 62 | 1.     |
| 1950/51                        | DDR-Oberliga             | 1      | 34  | 12  | 6   | 16  | 64 | 61 | +3  | 30 | 12.    |
| 1951/52                        | DDR-Oberliga             | 1      | 36  | 19  | 8   | 9   | 73 | 44 | +29 | 46 | 4.     |
| 1952/53                        | DDR-Oberliga             | 1      | 32  | 15  | 6   | 11  | 65 | 55 | +10 | 36 | 4.     |
| 1953/54                        | DDR-Oberliga             | 1      | 28  | 9   | 10  | 9   | 46 | 39 | +7  | 28 | 7.     |

### SC Einheit Dresden (1954 – 1966)
Stručný přehled
Zdroj: 
- 1954–1962: DDR-Oberliga
- 1962–1965: DDR-Liga Süd

Jednotlivé ročníky
Zdroj: 
Legenda: Z - zápasy, V - výhry, R - remízy, P - porážky, VG - vstřelené góly, OG - obdržené góly, +/- - rozdíl skóre, B - body, červené podbarvení - sestup, zelené podbarvení - postup, fialové podbarvení - reorganizace, změna skupiny či soutěže
| Východní Německo (1954 – 1965) |              |        |    |    |    |    |    |    |     |    |        |
| Sezóny                         | Liga         | Úroveň | Z  | V  | R  | P  | VG | OG | +/- | B  | Pozice |
| 1954/55                        | DDR-Oberliga | 1      | 26 | 13 | 3  | 10 | 64 | 55 | +9  | 29 | 4.     |
| 1956                           | DDR-Oberliga | 1      | 26 | 10 | 6  | 10 | 50 | 46 | +4  | 26 | 5.     |
| 1957                           | DDR-Oberliga | 1      | 26 | 8  | 9  | 9  | 40 | 44 | -4  | 25 | 8.     |
| 1958                           | DDR-Oberliga | 1      | 26 | 11 | 6  | 9  | 38 | 39 | -1  | 28 | 5.     |
| 1959                           | DDR-Oberliga | 1      | 26 | 4  | 11 | 11 | 23 | 42 | -19 | 19 | 12.    |
| 1960                           | DDR-Oberliga | 1      | 26 | 7  | 7  | 12 | 30 | 51 | -21 | 21 | 12.    |
| 1961/62                        | DDR-Oberliga | 1      | 39 | 9  | 14 | 16 | 48 | 73 | -25 | 32 | 13.    |
| 1962/63                        | DDR-Liga Süd | 2      | 26 | 14 | 6  | 6  | 47 | 28 | +19 | 34 | 3.     |
| 1963/64                        | DDR-Liga Süd | 2      | 30 | 14 | 8  | 8  | 49 | 35 | +14 | 36 | 2.     |
| 1964/65                        | DDR-Liga Süd | 2      | 30 | 11 | 10 | 9  | 42 | 38 | +4  | 32 | 7.     |